# Randa Kassis
Randa Kassis ( arabă رندة قسيس ) (n. 8 octombrie 1970, Damasc, Siria) este un politician franco-sirian și o figură seculară de frunte a opoziției siriene. Ea este președinta Platformei Astana a opoziției siriene și fondatoarea Mișcării societății pluraliste.

## Biografie
A fost membră a Consiliului Național Sirian până în august 2012. Randa Kassis este fostul președinte al Coaliției Sirienilor Seculari și Democrați și membru al Consiliului Național Sirian .   Coaliția Sirienilor Seculari și Democrați, nucleul unei opoziții siriene laice și democratice, a fost creată de unirea a o duzină de partide musulmane, creștine, arabe și kurde, care au solicitat minorităților din Siria să sprijine lupta împotriva guvernului Bashar al-Assad . 
Kassis este, de asemenea, antropolog și jurnalist .  Ea a publicat, de asemenea, o carte numită „Cripte ale zeilor”, care este o carte despre religii, originile și modurile lor de funcționare.  De la începutul războiului civil sirian, la 15 martie 2011, ea a devenit un comentator de frunte asupra conflictului sirian și a complexităților mai largi ale primăverii arabe și ale viitorului regiunii din Orientul Mijlociu. 
Randa Kassis a inițiat platforma Astana în 2015, după solicitarea adresată președintelui Kazahstanului de a forma o platformă care să poată aduna adversari sirieni moderate. Prima rundă a platformei Astana a fost moderată de ambasadorul kazah Bagdad Amreyev, iar sesiunea de deschidere a fost prezidată de ministrul kazah al afacerilor externe Erlan Idrissov. A doua rundă a fost moderată de Fabien Baussart, președintele Centrului pentru afaceri politice și externe (CPFA).
Randa Kassis a participat la discuțiile de pace de la Geneva din 2016 sub stindardul grupurilor Moscova / Astana.  Este co-președintă cu Qadri Jamil din delegația de opoziție laică și democratică siriană.  Ea este criticată de alți membri ai opoziției pentru susținerea unei tranziții politice în cooperare cu regimul lui Bashar al-Assad și pentru sprijinul său față de intervenția rusă în războiul civil . 
La 13 ianuarie 2018, Randa Kassis, împreună cu alți membri ai platformei Astana, au participat la Congresul național sirian în calitate de președinte al platformei Astana.   Kassis a subliniat importanța creării unui comitet constituțional pentru a facilita procesul de pace în Siria  care ONU și troica Astana - Rusia, Iranul și Turcia - au convenit ulterior să o creeze. 